# Sainte-Sabine-Born
Sainte-Sabine-Born è un comune francese soppresso e frazione del dipartimento della Dordogna nella regione dell'Aquitania-Limosino-Poitou-Charentes. Dal 1º gennaio 2016 si è fuso con i comuni di Beaumont-du-Périgord, Labouquerie e Nojals-et-Clotte per formare il nuovo comune di Beaumontois-en-Périgord.

## Società

### Evoluzione demografica
Abitanti censiti